# Universal Studios Germany
Die Universal Studios Germany (auch Universal Europe) war ein geplanter, nicht umgesetzter Themenpark-Komplex im nicht realisierten International Entertainment Center (IEC) in Krefeld, Nordrhein-Westfalen. Beteiligt an diesem Projekt waren Vivendi, ThyssenKrupp, Commerzbank Leasing & Immobilien und die Westdeutsche Immobilienbank. Für Vivendi wäre es der zweite Standort in Europa nach den ehemalig in deren Eigentum befindlichen Universal Studios Port Aventura gewesen. 2023 wurden neue Pläne bekannt für einen Freizeitpark in Europa, die teilweise bestätigt wurden als Universal Destinations & Experiences eine Markenanmeldung bei der zuständigen Behörde der Europäischen Union (EUIPO) vorgenommen hat.

## Geschichte
Universal hat dreimal versucht, einen Themenpark in Europa zu eröffnen. Anfang der 1990er Jahre, als Disney seinen Themenpark östlich von Paris baute und eröffnete, präsentierte Universal zum ersten Mal ernsthafte Pläne für ein Universal Studios Europe. Das Unternehmen hatte ein Stück Land in der Nähe von Sénart ins Auge gefasst, einem Vorort vierzig Kilometer südöstlich von Paris und fünfzig Kilometer von Disneyland entfernt. Die schwierigen ersten Jahre von Euro Disneyland führten dazu, dass Universal von seinen Plänen absah und vorerst auf die Pläne für eine europäische Niederlassung verzichtete.
Im Jahr 2002 wurde bekannt, dass der Stahl- und Maschinenbaukonzern ThyssenKrupp und der zum französischen Mischkonzern Vivendi gehörende US-Filmkonzern Universal Studios gemeinsam einen Themenpark in Deutschland entwickeln wollten. Das Projekt hatte einen geschätzten Wert von rund 800 Millionen Euro. Zusätzlich zu ThyssenKrupp, Vivendi und Universal Studios waren auch die Commerzbank Leasing & Immobilien und die Westdeutsche Immobilienbank an dem Projekt beteiligt. ThyssenKrupp plante, sich nach der Fertigstellung zurückzuziehen. Um das 88 Hektar große ThyssenKrupp Gelände zu entwickeln, wurde das Unternehmen Universal Studios Germany Development GmbH gegründet. Ein weiterer Partner in diesem Vorhaben war die Münchener Tree AG, ein Spezialist für Themenparkentwicklung und -design. Der Baubeginn war ursprünglich für das Jahr 2003 geplant, und die Eröffnung sollte im Jahr 2005 oder 2006 stattfinden. 
Das geplante Gelände befand sich direkt an der Autobahn 44 und umfasste zwei Hotels, einen Wellness- und Wasserpark sowie einen Themenpark, der auf den Filmen von Universal Studios basieren sollte. Darüber hinaus waren Gastronomieeinrichtungen und eine Einkaufsmeile vorgesehen. Es wurde mit etwa 3,5 Millionen Besuchern pro Jahr gerechnet. Der Themenpark allein sollte etwa 3.500 Arbeitsplätze schaffen, während das gesamte International Entertainments Center schätzungsweise 7.000 Vollzeitarbeitsplätze bieten würde.
Die Entscheidung, den geplanten Universal Studios Freizeitpark in Krefeld nicht umzusetzen, hatte mehrere Gründe. Ein wesentlicher Faktor war die interne Umstrukturierung bei Universal selbst. Zu dieser Zeit befand sich das Unternehmen in einer Phase des Wandels, da das Engagement des französischen Konzerns Vivendi zu Ende ging und der amerikanische Fernsehsender NBC als Ersatz vorgesehen war. Während dieser unsicheren Zeit war Universal nicht in der Lage, die erforderlichen Verträge zu unterzeichnen.
Im Jahr 2003 wartete die Stadt Krefeld, welche alle planrechtlichen Grundlagen geschaffen hatte, vergeblich auf eine Bestätigung seitens Universal, die jedoch ausblieb. Das Scheitern der Vertragsunterzeichnung bedeutete das Ende der Planungen für den Freizeitpark, da ohne Universal auch die übrigen Komponenten des Centers kaum überlebensfähig waren. Nach 2004 unternahm der Filmriese keine weiteren Versuche, sich in Europa niederzulassen.
2023 tauchten Gerüchte auf, dass es nun neue Pläne für einen Freizeitpark in Europa geben soll und das wurde auch teilweise bestätigt als Universal Destinations & Experiences eine Markenanmeldung bei der zuständigen Behörde der Europäischen Union (EUIPO) vorgenommen hat. Am 9. April 2025 bestätigte, dass das Vereinigte Königreich Universal bei der Errichtung eines Universal Studios Great Britain Themenresorts unterstützen wird.

## Konzept
Die einzelnen Elemente, Universal-Themenpark, Wasserpark und die Hotels mit angeschlossenen Konferenzzentrum und Entertainment-Gebiet sollten um eine große Lagune angeordnet werden. Sowohl mit Booten über Wasser, als auch zu Fuß an der Uferpromenade sollte man zu den Attraktionen gelangen. 

### Themenpark
Die Hauptattraktion des Projektes war ein Universal-Themenpark, der in Anlehnung an die anderen Universal-Freizeitparkkonzept gebaut werden soll. Filmhits wie Jurassic Park, Spiderman, Herr der Ringe, Terminator und viele andere weltbekannte Produktionen sollten Teil des Themenparks werden. Es wurde mit rund 3,5 Millionen Besuchern jährlich gerechnet. Der Park sollte ganzjährig betrieben werden und die Kapazitäten im Themenpark sollten bis zu 25.000 Gäste pro Tag bewältigen. Der im Vergleich zu den Parks in den USA höhere Anteil an Indoor-Attraktionen wurde für erforderlich gehalten, um den klimatischen Bedingungen besser Rechnung tragen zu können. Der Themenpark sollte eine Größe von ca. 29,1 Hektar haben.

### Wasserpark
Der Wasser- und Wellnesspark war mit einer Größe von ca. 4 ha geplant. Im Unterschied zu anderen Wasserparkkonzepten sollte hier vor allem Wellness im Vordergrund stehen. Zielkundschaft sollte daher vor allem die klassischen Wellness-Kunden sein, aber auch die Wellness für eine größere Zielgruppe attraktiv machen. Im Spaßbereich sollte es zudem unterschiedliche Wasserattraktionen geben. Es wurde mit rund 650.000 Besuchern pro Jahr gerechnet.

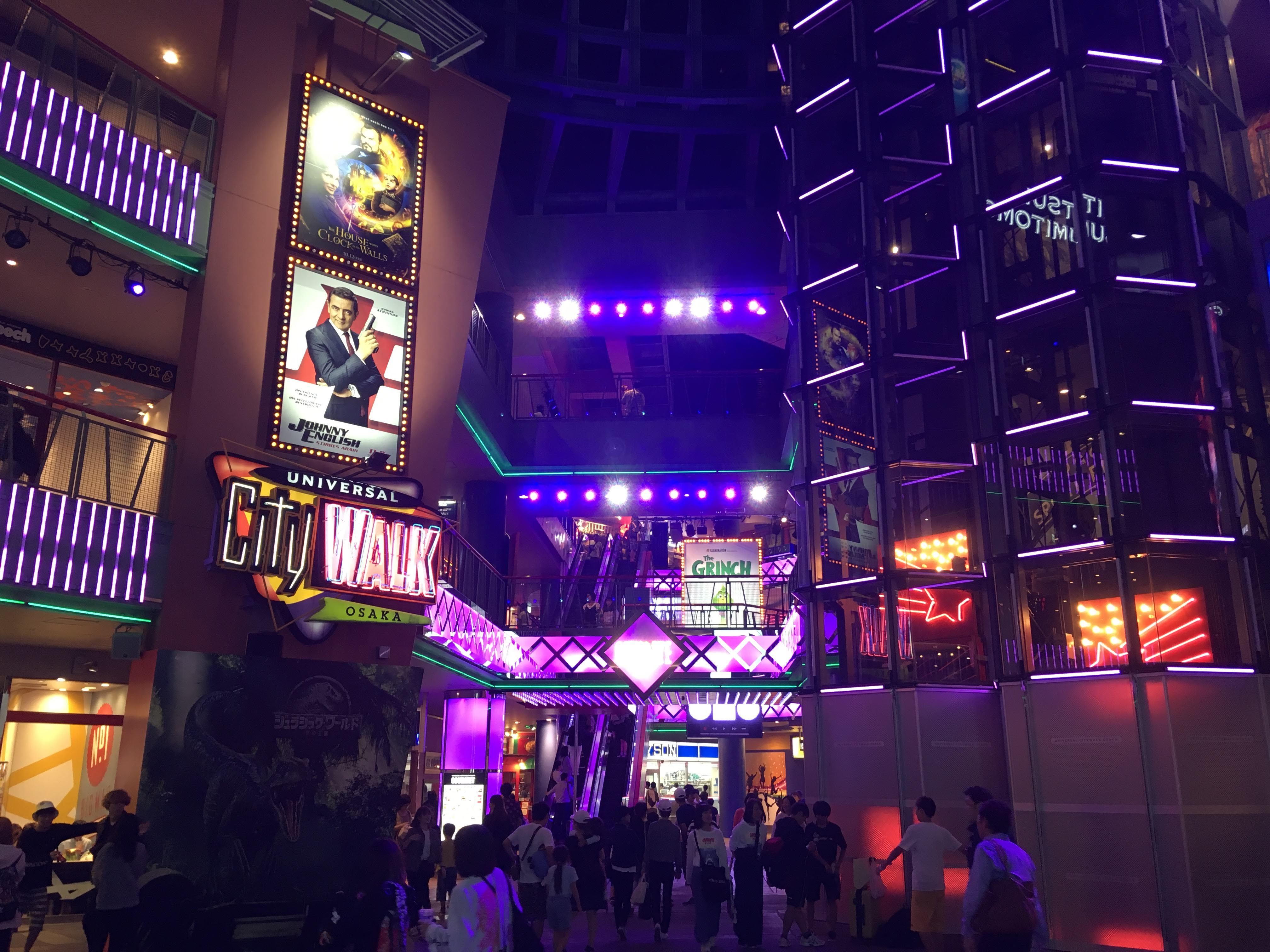
Universal City Walk in Japan. So ähnlich sollte der City Walk in Krefeld aussehen.

### Hotels mit Konferenzzentrum
Das Resort sollte ein vier bis fünf Sterne Hotel mit 500 Zimmern und einem angeschlossenen Konferenzzentrum mit einer Tagungskapazität bis zu 1.500 Plätzen und einem Fokus auf Wellness- und Beauty-Angeboten. Weiterhin war ein drei Sterne Hotel mit 500 Zimmern  vorgesehen, welches auf Familienbedürfnisse ausgelegt sein sollte. Für die beiden thematisierten Hotels waren sechs Hektar vorgesehen. Die maximale Kapazität wären 474.500 Personen pro Jahr gewesen.

### City Walk
Der City Walk sollte ein großer Vergnügungskomplex mit Live-Musik, Varieté, Themengastronomie, Live-Shows, Sport und Nacht-Entertainment werden. Zudem war ein eigenes Fernsehstudio geplant, welches stattfindende Veranstaltungen übertragen sollte. Hierfür sollten Kooperationen mit Fernsehsendern eingegangen werden. Der City Walk sollte frei zugänglich sein. 
Für den Einzelhandelsbereich sollten 8.000 m² zur Verfügung stehen. Vor allem sollten hier themenparkbezogene Sortimente angeboten werden. Die Themenrestaurants sollten 6.000 m², die Selbstbedienungsrestaurant 2.500 m² und Diskotheken und Live-Entertainment 12.000 m² einnehmen. Für das neue IMAX-Kino waren 1.000 m² vorgesehen, für das Multiplex-Kino 5.500 m². Weitere 5.000 m² waren für eine Sportzone eingeplant.

### Verkehr
Es sollte eine Anbindung an die Autobahn 44 erfolgen. Für die Parkgäste sollten 9.000 Parkplätze in einem Parkhaus bereitstehen. Weiterhin war eine umfangreiche Anbindung an den ÖPNV von Krefeld geplant.

## Kritik
Kritik kam unter anderem aus den mittelständischen Freizeitparks. Präsident des Verbands Deutscher Freizeitunternehmen Klaus-Michael Machens meinte, dass es ein Problem gewesen wäre, wenn plötzlich große Konzerne Geld in den Markt spülten. Befürchtung Machens war, dass der große Themenpark Besucher aus den kleineren Parks abziehen würde. Er bezweifelte zudem, ob das amerikanische Themenparkkonzept in Deutschland Erfolg haben könnte.